# Chinea
La hacanea, en italiano chinea, chinèa o acchinèa, era un caballo o mula de color blanco que el rey de Nápoles enviaba anualmente al papa junto con una cantidad de dinero como homenaje por ser su vasallo.  
La fastuosa ceremonia de su entrega, simbólica del dominio feudal del papa sobre el monarca, se mantuvo desde que en 1265 Clemente IV invistió como rey a Carlos de Anjou hasta que en 1788 Fernando I de las Dos Sicilias decidió abolirla por sus desavenencias con Pío VI. 

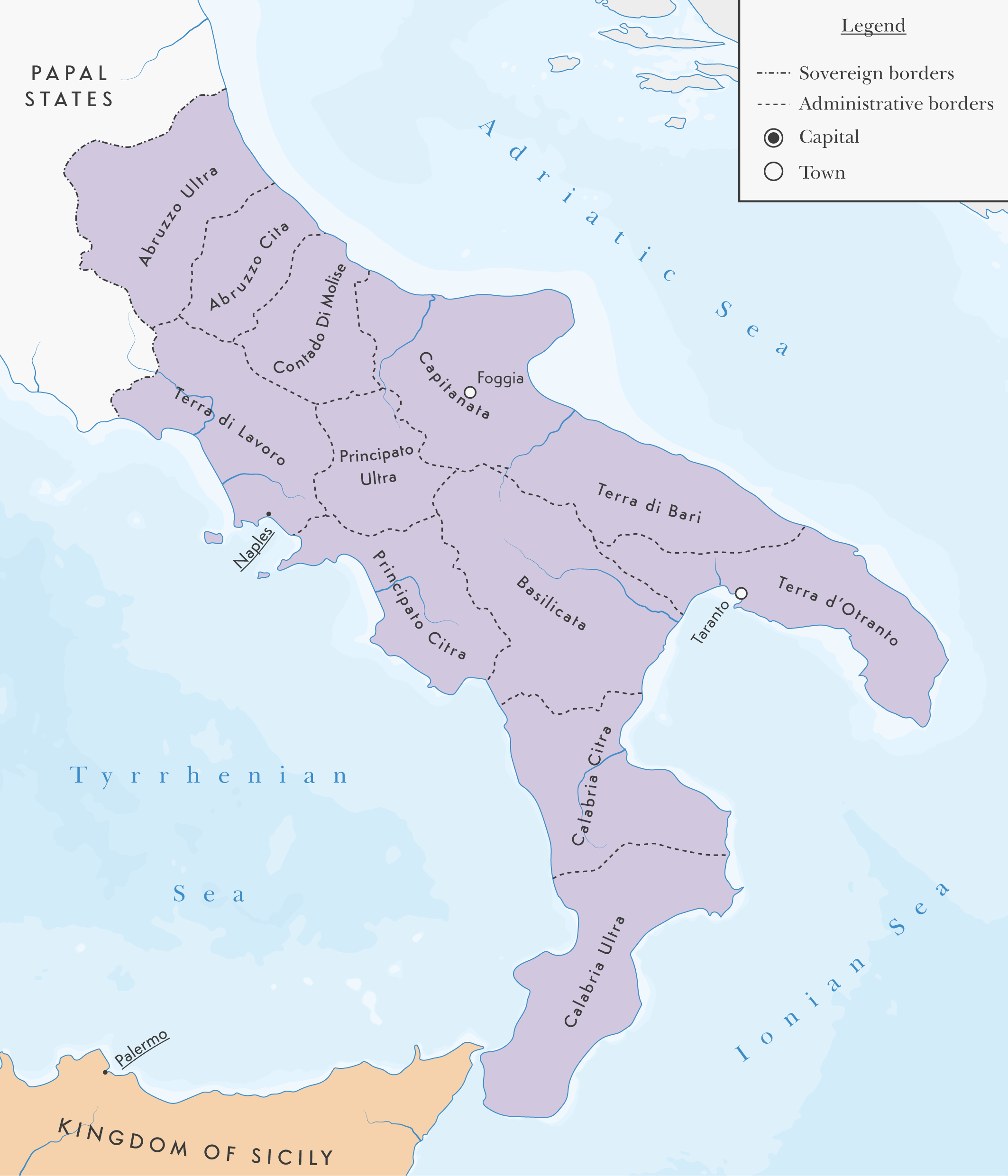
El Reino de Nápoles en el s. XV.

## La chinea

### Historia
En el siglo XI los normandos conquistaron el Mezzogiorno italiano declarándose vasallos, a veces del Papa y a veces del Emperador del Sacro Imperio Romano Germánico.  En el primer caso, en 1059 Nicolás II invistió a Roberto Guiscardo como duque de Apulia, Calabria y Sicilia a cambio del pago anual de doce dineros por cada yunta de bueyes, y en 1137 Inocencio II impuso a Roger de Hauteville 600 schifati al año para su coronación como rey de Sicilia, duque de Apulia y príncipe de Capua.

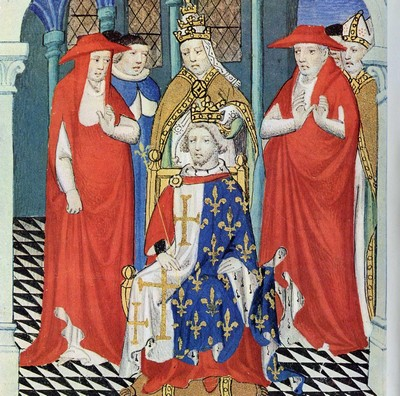
Clemente IV corona a Carlos de Anjou.

Pero fue Clemente IV quien en 1265 prescribió las reglas de la investidura con motivo del nombramiento de Carlos de Anjou como rey de Nápoles, estableciendo que éste debería pagar 8000 onzas de oro que deberían ser entregadas junto a un caballo «blanco, bello y bueno» una vez cada tres años.  Fue a partir de entonces cuando la ceremonia del pago del censo se conoció como la "presentación de la chinea", costumbre que se mantuvo durante más de quinientos años.

### Etimología
La etimología del nombre no está clara: algunos autores apuntaron a que procedía del vocablo napolitano chinee con el que se denominaban los caballos asturcones o del latín equinus, aunque la opinión mayoritaria es que provenía del francés haquenée con el que se designaban los caballos procedentes de Hackney, en Inglaterra. También se llamó con ese nombre genéricamente a los caballos bajos, de entre cuatro y cinco palmos de alzada, pero de buena estampa.
En español se acostumbró a llamarla hacanea.

### La ceremonia
En una ceremonia solemne celebrada la víspera de la festividad de San Pedro y San Pablo (29 de junio), el rey napolitano o su embajador (habitualmente el Gran Condestable) y el gobernador de Roma junto a un numeroso cortejo de caballeros napolitanos, nobles romanos, prelados, sirvientes y guardias suizos lujosamente engalanados, conducían por las calles de Roma la chinea ricamente enjaezada y llevando el dinero del censo, seguidos por varias carrozas donde se representaban escenas clásicas, acompañados de tambores y trompas y saludados desde el Castel Sant'Angelo por salvas de artillería.

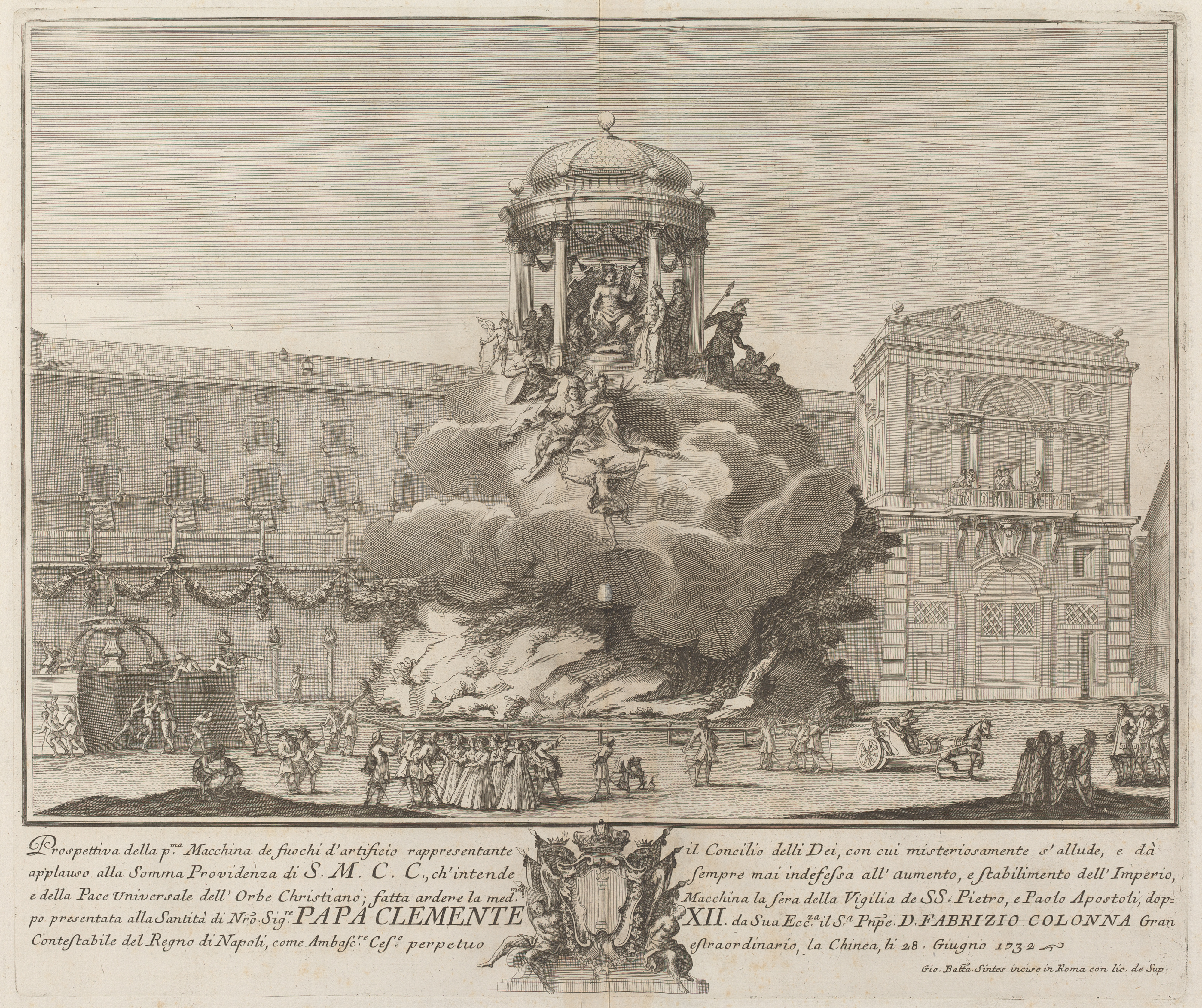
Artefacto pirotécnico para la chinea de 1732.

El papa les recibía sentado en la silla gestatoria en la Basílica Vaticana, en la plaza de San Pedro, en el Palacio del Quirinal o en caso de sede vacante, el 8 de septiembre en Santa María del Popolo.  
La chinea se arrodillaba ante el pontífice o ante la imagen de San Pedro, el embajador napolitano pronunciaba en su idioma una fórmula preestablecida en la que hacía entrega del animal y del dinero en nombre de su rey, y el pontífice respondía con otra en latín en la que lo aceptaba como muestra de su dominio directo sobre el reino.
Por la noche había representaciones teatrales y musicales, fuegos artificiales y esculturas alegóricas a las que se prendía fuego, y el día siguiente la cabalgata se repetía en dirección a la Basílica Vaticana.

### Abolición
En 1776, durante el reinado de Fernando IV, surgió durante la ceremonia una disputa por una cuestión de precedencia entre los sirvientes del gran condestable Filippo Colonna y los del gobernador de Roma Fernando Spinelli que terminó en un alboroto público.  El ministro napolitano de asuntos exteriores Bernardo Tanucci envió a la corte de Roma un despacho en el que disponía que el pago seguiría haciéndose, pero sin la presentación de la chinea.  Tanucci fue relevado de su puesto poco después por sus diferencias con la reina María Carolina de Austria y la ceremonia siguió como de costumbre.
En 1787 la chinea se envió a Roma por última vez.  Nápoles y la Santa Sede llevaban varios años discutiendo la firma de un concordato sobre el que no se ponían de acuerdo por las diferencias sobre quién tenía competencia para el nombramiento de los prelados napolitanos, y la ceremonia de la chinea, remanente de tiempos medievales, empezaba a considerarse un anacronismo humillante para la independencia del reino. Por obra del ministro de exteriores Domenico Caracciolo, del Consejo de Estado y de la reina, durante los años siguientes desde Nápoles se envió a Roma el dinero, no en concepto de tributo de vasallaje sino como ofrenda piadosa, y sin la ceremonia del caballo.
Pío VI y sus sucesores tomaron desde entonces la costumbre de leer públicamente todos los años una protesta tras la celebración de la fiesta del 29 de junio. Fernando IV se comprometió a restaurar las antiguas costumbres cuando se vio desplazado del trono por José Bonaparte y Joaquín Murat, pero cuando en 1815 consiguió recuperarlo, se retractó de su compromiso.  
Finalmente, en 1855 Fernando II de las Dos Sicilias concertó con Pío IX que la obligación de presentar el censo y la chinea cesaría definitivamente a cambio del pago de 10.000 escudos destinados a la construcción del monumento a la Inmaculada Concepción que hoy puede verse en la Plaza de España de Roma.